# كريستيان ماتياس شرودر
كريستيان ماتياس شرودر (بالألمانية: Christian Matthias Schröder)‏ هو سياسي ألماني، ولد في 27 يناير 1778 في هامبورغ في ألمانيا، وتوفي بنفس المكان في 25 يناير 1860.